# Council (Alaska)
Council – opustoszałe miasto w okręgu Nome stanu Alaska. Znajduje się ok. 24 kilometrów na wschód od miasta Nome, na rzece Niukluk w centrum półwyspu Seward.
Council powstało w latach 1897-1898, gdy odkryto złoto blisko Ophir Creek. Szacuje się, że liczba mieszkańców, mogła osiągnąć 15.000. Zostało opuszczone ok. 1900 roku, gdy większe złoża znaleziono bliżej miasta Nome.
Znajduje się tu około dwudziestu pięciu zabytkowych budynków, dużo starego sprzętu górniczego i wymarła elektrownia. Latem służy jako obóz rekreacyjny dla mieszkańców White Mountain i Nome. Czasami, kilka osób spędza tu zimę. W 2004 usunięto nieużywaną linię telefoniczną.